# Llista d'estats sobirans del 1946

## Estats sobirans

### A
- Afganistan – Regne de l'Afganistan
- Albània – Albània (fins a l'11 de gener)
  -  Albània – República Popular d'Albània (des de l'11 de gener)
- Andorra – Principat d'Andorra
- Aràbia Saudita – Regne de l'Aràbia Saudita
- Argentina – República de l'Argentina
- Austràlia – Commonwealth d'Austràlia

### B
- Bèlgica – Regne de Bèlgica
- Bolívia – República de Bolívia
- Brasil – República dels Estats Units del Brasil
- Bulgària – Regne de Bulgària
  -  Bulgària – República Popular de Bulgària

### C
- Canadà – Domini del Canadà
- Colòmbia – República de Colòmbia
- Costa Rica – República de Costa Rica
- Cuba – República de Cuba

### D
- Dinamarca – Regne de Dinamarca
- República Dominicana

### E
- Egipte – Regne d'Egipte
- Equador – República de l'Equador
- Espanya – Estat espanyol
- Estats Units – Estats Units d'Amèrica
- Etiòpia – Imperi d'Etiòpia

### F
- Filipines – República de les Filipines (des del 4 de juliol)
- Finlàndia – República de Finlàndia
- França – República Francesa[1]

### G
- Grècia – Regne de Grècia
- Guatemala – República de Guatemala

### H
- Haití – República d'Haití
- Hondures – República d'Hondures
- Hongria – Regne d'Hongria (fins al 2 de febrer)
  -  Hongria – República d'Hongria (des del 2 de febrer)

### I
- Iemen – Regne Mutawakkilita del Iemen
- Indonèsia – República d'Indonèsia
- Iran – Regne de l'Iran
- Iraq – Regne de l'Iraq
- Irlanda – Irlanda
- Islàndia – República d'Islàndia[2]
- Regne d'Itàlia (fins al 18 de juny)
  -  Itàlia – República Italiana (des del 18 de juny)
- Iugoslàvia – Federació Democràtica de Iugoslàvia (fins al 31 de gener)
  -  Iugoslàvia – República Popular Federal de Iugoslàvia (des del 31 de gener)

### L
- Líban – República Libanesa[3]
- Libèria – República de Libèria
- Liechtenstein – Principat de Liechtenstein
- Luxemburg – Gran Ducat de Luxemburg

### M
- Mèxic – Estats Units Mexicans
- Mònaco – Principat de Mònaco
- Mongòlia – República Popular de Mongòlia[4]

### N
- Nepal – Regne del Nepal
- Nicaragua – República de Nicaragua
- Noruega – Regne de Noruega
- Nova Zelanda - Domini de Nova Zelanda

### P
- Països Baixos – Regne dels Països Baixos
- Panamà – República del Panamà
- Paraguai – República del Paraguai
- Perú – República Peruana
- Polònia – República de Polònia
- Portugal – República Portuguesa

### R
- Regne Unit – Regne Unit de la Gran Bretanya i Irlanda del Nord
- Romania – Regne de Romania

### S
- El Salvador – República del Salvador
- San Marino – Sereníssima República de San Marino[5]
- Síria – República Siriana (des del 16 de setembre)
- Sud-àfrica – Unió de Sud-àfrica
- Suècia – Regne de Suècia
- Suïssa – Confederació suïssa

### T
- Tailàndia – Regne de Tailàndia
- Transjordània – Regne Haiximita de Transjordània (des del 25 de maig)[3]
- Turquia – República de Turquia
- Txecoslovàquia – República Txecoslovaca

### U
- Unió Soviètica – Unió de Repúbliques Socialistes Soviètiques[6]
- Uruguai – República Oriental de l'Uruguai

### V
- Ciutat del Vaticà – Estat de la Ciutat del Vaticà[7][8][9]
- Veneçuela – Estats Units de Veneçuela[10]
- Vietnam – República Democràtica del Vietnam

### X
- Xile – República de Xile
- República de la Xina[11]

## Estats que proclamen la sobirania
- Azerbaidjan – Govern Popular de l'Azerbaidjan (fins al novembre)
- Mahabad – República de Mahabad (del 22 de gener al 15 de desembre)[12][13][14]
- Turquestan Oriental – República del Turquestan Oriental
- Tibet